# Achille de Rochambeau
Eugène Achille Lacroix de Vimeur de Rochambeau, né à Beaucaire (Gard) le 13 avril 1836 et mort à Thoré-la-Rochette (Loir-et-Cher) le 2 septembre 1897, est un historien et archéologue français.

## Biographie
Fils d'Alexandre Lacroix, avocat, inspecteur de l'Enseignement primaire, et petit-fils d'Élie Lacroix, négociant à Montpellier. Il est adopté le 29 mars 1862, adoption confirmée et régularisée les 4 avril et 10 mai de la même année, par le dernier marquis de Rochambeau, dernier descendant de la famille de Vimeur de Rochambeau. Il épouse Marie Isabelle Dutey-Harispe.
Maire de Thoré-la-Rochette et conseiller général du canton de Vendôme, il reçoit en 1895 un prix de l'Académie des inscriptions et belles-lettres. 
Il est membre du comité supérieur de l'Exposition universelle de 1876 à Philadelphie, président de classe et des comités d'admission, d'installation et du jury des récompenses à l'Exposition universelle de 1878 à Paris et membre du jury de l'Exposition historique de l'Art ancien de 1878, ainsi que délégué de la Commission de la Loterie nationale, correspondant du Ministère de l'Instruction publique pour les travaux historiques et délégué de l'Instruction primaire.
Président de la Société archéologique du Vendômois (1874, 1876-1878, 1885-1887, 1891-1893), il est président-fondateur du Comité national du Vendômois et membre de la Société des antiquaires de France.
Son fils, Guy Lacroix de Vimeur de Rochambeau, lieutenant-colonel d'infanterie, épouse Marie-Thérèse Cottin, la fille de Paul Cottin.
Il est inhumé à Thoré-la-Rochette.

## Ouvrages
- Monographie topographique, historique et statistique de Thoré (Loir-et-Cher)... (1856)
- Mémoire sur les sépultures en forme de puits, depuis les temps les plus reculés jusqu'à nos jours (1864)
- Étude sur les origines de la Gaule appliquée à la vallée du Loir dans le Vendômois. Habitations celtiques (1864)
- Nouveaux renseignements sur la maison de Ronsard à Paris (1866)
- Rapport sur la découverte d'une construction gallo-romaine au hameau de la Cunaille, commune de Thoré (Loir-&-Cher) (1866)
- Monographie topographique, historique et artistique de Thoré (1866)
- Excursions archéologiques dans le Vendômois. Le Château de La Poissonnière (1867)
- Quelques vers inédits de P. de Ronsard (1867)
- Deuxième Mémoire sur les sépultures en forme de puits (1867)
- Fragment de la chanson de geste de Girbert de Metz (1867)
- La Famille de Ronsard: recherches généalogiques, historiques et littéraires sur Pierre de Ronsard et sa famille (1868)
- Le Dolmen de Vaugouffard, ou Pierre Brau... (1869)
- Deux sceaux inédits du XVIe siècle (1870)
- Excursions archéologiques dans de Vendomois: Lavardin - Montoire - La Poissonniére (1873)
- Le Congrès archéologique de 1872. XXXIXe session, tenue à Vendôme (1873)
- Voyage à la Sainte-Larme de Vendôme. Étude historique et critique sur cet antique pèlerinage (1874)
- Prieuré de Courtozé & ses peintures murales du XIIe siècle (1874)
- Charles IX à Vendôme (1875)
- Exposition internationale de Philadelphie en 1876. Section française. Rapport sur l'ameublement et les objets d'un usage général dans les constructions et les appartements (1877)
- Lettres d'Antoine de Bourbon, et de Jehanne d'Albret (1877, 2010)
- Antoine de Bourbon, IIe duc de Vendôme & roi de Navarre, & Jehanne d'Albret (1879)
- Renée de Vandomois, la recluse (1881)
- Biographie vendomoise: histoire par ordre alphabétique de la vie publique & privée de tous les personnages remarquables nés dans le Vendomois & de tous ceux qui s'y sont signalés par leurs services & leurs travaux, ornée de portraits et de fac-similé (1884)
- Yorktown. Centenaire de l'indépendance des États-Unis d'Amérique. ... (1886, 2012)
- Les imprimeurs vendômois & leurs œuvres (1514 - 1881) (1888)
- Montoire et ses environs (1889)
- Mélanges historiques sur le Vendômois. Adonis Levasseur et Ravaillac (1891)
- Un cimetière franc-mérovingien à La Colombe (Loir-et-Cher) (1891)
- Le Régiment de Vendôme (1891)
- Fouilles de la place Saint-Martin à Vendôme (1891)
- Rapport sur les fouilles à Artins en 1891 (1892)
- Les Anciens règlements sur la culture de la vigne (1893)
- Le Vendômois : épigraphie et iconographie (1899-1894)
- Bibliographie des œuvres de La Fontaine (1911, 1970)
- Morée et ses environs (1988)
- Savigny-sur-Braye et ses environs (1989)
- Galerie des hommes illustres du Vendomois (2010)
- Esquisses historiques de la fin du XVIIIe siècle : Extraites de documents inédits (2012)
- Notes et documents pour servir à l'histoire de Vendôme & du Vendomois

## Sources
- Alfred Mézières, Lettres, sciences, arts: Encyclopédie universelle du XXe siècle, volume 10 (1908)
- Daniel Schweitz, L’identité traditionnelle du Vendômois. Des travaux d’érudition locale à la reconnaissance d’un pays de la Vieille France (fin XVIIIe – XXe siècle), préface de Daniel Roche, Vendôme, Éditions du Cherche-Lune, 2008, 263 p.
- Jean-Jacques Boucher, Histoire du Loir-et-Cher à travers son Conseil général, de 1790 à nos jours (1984)
- Robert B. Slocum, Biographical Dictionaries and Related Works: Universal biography ; National or area biography (1986)